# Sirianus
Sirianus a fost catepan bizantin de Italia între 1062 și 1064.
Sirianus i-a succedat lui Maruli, fiind numit de către împăratul Constantin al X-lea Ducas, ultimul împărat bizantin care a manifestat interes pentru stăpânirea bizantină în sudul Italiei.